# Microrregión
Microrregión es una designación de entidades territoriales. Es una región geográfica de un tamaño entre el de una comunidad y el de un distrito. Un ejemplo de uso oficial del término es el de microrregión en Brasil, que consiste en una agrupación de municipios para fines estadísticos, y en la República Checa, que son asociaciones de varios municipios con el fin de lograr un objetivo común. Una característica típica de tal unión es la creación de su propia iniciativa, en lugar de mandar una autoridad superior o por la ley.

## Austria
En Austria, una microrregión es una asociación de varias comunidades independientes en el Tirol con el propósito de colaborar y planificar entre varias comunidades. Actualmente hay 37 microrregiones en el Tirol según una regulación promulgada en 2001.

## Brasil
Una microrregião era un área definida legalmente en Brasil que consistía en un grupo de municipios. Fueron abolidas en 2017 y reemplazadas por Regiones Geográficas Intermedias e Inmediatas. Las microrregiones se agruparon en mesorregiones. En teoría, la legislación brasileña preveía que los municipios miembros cooperaran en asuntos de interés común, pero en la práctica, las divisiones eran utilizadas principalmente con fines estadísticos por el Instituto Brasileño de Geografía y Estadística.[cita requerida]